# Le Breuil (Saône-et-Loire)
Pour les articles homonymes, voir Le Breuil.
Le Breuil est une commune française située dans le département de Saône-et-Loire en région Bourgogne-Franche-Comté.
Le Breuil se revendique comme une des patries de l'andouillette qu'elle célèbre tous les ans fin juin, le temps d'une fin de semaine.
La commune est située au cœur d'un important bassin houiller exploité entre les années 1820 et 1912 par les houillères de Montchanin.

## Géographie

### Géologie
La commune repose sur le bassin houiller de Blanzy daté du Stéphanien (daté entre -307 et -299 millions d'années).

### Climat
Pour des articles plus généraux, voir Climat de la Bourgogne-Franche-Comté et Climat de Saône-et-Loire.
En 2010, le climat de la commune est de type climat océanique dégradé des plaines du Centre et du Nord, selon une étude du Centre national de la recherche scientifique s'appuyant sur une série de données couvrant la période 1971-2000. En 2020, Météo-France publie une typologie des climats de la France métropolitaine dans laquelle la commune est exposée à un climat océanique altéré et est dans une zone de transition entre les régions climatiques « Lorraine, plateau de Langres, Morvan » et « Bourgogne, vallée de la Saône ».
Pour la période 1971-2000, la température annuelle moyenne est de 10,4 °C, avec une amplitude thermique annuelle de 17,2 °C. Le cumul annuel moyen de précipitations est de 915 mm, avec 11,7 jours de précipitations en janvier et 7,1 jours en juillet. Pour la période 1991-2020, la température moyenne annuelle observée sur la station météorologique de Météo-France la plus proche, « St-Maurice-lès-Couches_sapc », sur la commune de Saint-Maurice-lès-Couches à 13 km à vol d'oiseau, est de 11,5 °C et le cumul annuel moyen de précipitations est de 803,5 mm. 
La température maximale relevée sur cette station est de 40,4 °C, atteinte le 12 août 2003 ; la température minimale est de −16,7 °C, atteinte le 20 décembre 2009,,.
Les paramètres climatiques de la commune ont été estimés pour le milieu du siècle (2041-2070) selon différents scénarios d'émission de gaz à effet de serre à partir des nouvelles projections climatiques de référence DRIAS-2020. Ils sont consultables sur un site dédié publié par Météo-France en novembre 2022.

## Urbanisme

### Typologie
Au 1er janvier 2024, Le Breuil est catégorisée ceinture urbaine, selon la nouvelle grille communale de densité à sept niveaux définie par l'Insee en 2022.
Elle appartient à l'unité urbaine du Creusot, une agglomération intra-départementale regroupant six  communes, dont elle est une commune de la banlieue,,. Par ailleurs la commune fait partie de l'aire d'attraction du Creusot, dont elle est une commune de la couronne,. Cette aire, qui regroupe 22 communes, est catégorisée dans les aires de moins de 50 000 habitants,.

### Occupation des sols
L'occupation des sols de la commune, telle qu'elle ressort de la base de données européenne d’occupation biophysique des sols Corine Land Cover (CLC), est marquée par l'importance des territoires agricoles (68,9 % en 2018), une proportion sensiblement équivalente à celle de 1990 (69,6 %). La répartition détaillée en 2018 est la suivante : prairies (64,5 %), forêts (15,4 %), zones urbanisées (8,9 %), eaux continentales (5,8 %), zones agricoles hétérogènes (2,8 %), terres arables (1,6 %), zones industrielles ou commerciales et réseaux de communication (1 %). L'évolution de l’occupation des sols de la commune et de ses infrastructures peut être observée sur les différentes représentations cartographiques du territoire : la carte de Cassini (XVIIIe siècle), la carte d'état-major (1820-1866) et les cartes ou photos aériennes de l'IGN pour la période actuelle (1950 à aujourd'hui).

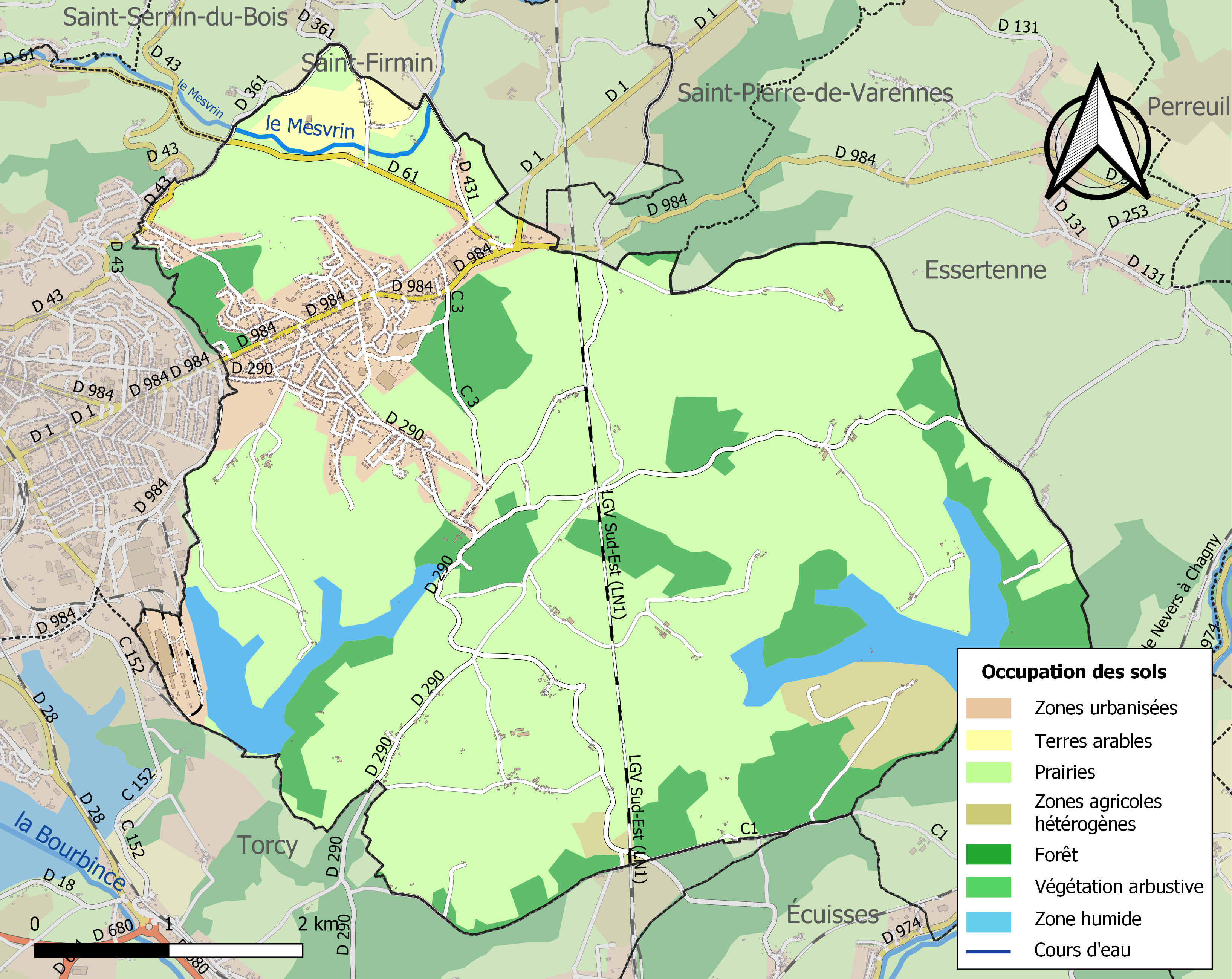
Carte des infrastructures et de l'occupation des sols de la commune en 2018 (CLC).

## Toponymie
Source :
Le toponyme Breuil est issu du gaulois brogilos, devenu brolium à l’époque carolingienne, terme désignant un petit bois clos (pas nécessairement seigneurial).
Il est tout aussi vraisemblable que l'appellation de la commune provienne d’une famille éponyme qui aurait reçu la seigneurie en fief et lui aurait transmis son nom.

## Histoire
Source :
Le premier seigneur dont on possède le nom semble être Hugues du Breuil en 1087. Dès le XIIe siècle, la famille du Breuil avait une maison attestée d’une part par une charte de 1264 et d’autre part par des vestiges. La seigneurie change de mains au XIVe siècle. Elle appartient alors aux De la Garde qui la reçoivent en fief du sieur d'Estrabonne, seigneur de Nolay. Au XVIe siècle, elle est rachetée par les Calard issus d’une noblesse de robe, à qui succèdent par alliance les Baudinot, de Thélis.
Des fouilles montrent qu’au XVe siècle, la famille de la Garde avait elle aussi une maison seigneuriale. Au XVIIe siècle, elle a été rasée par les Baudinot originaires de Paray-le-Monial pour bâtir le château actuel. Celui-ci est d'ailleurs inachevé, et n'était qu'une gentilhommière utilisée, entre autres, pour la chasse.
À la même époque, des éléments hétéroclites (linteaux avec accolade, pieds droits moulurés, colombages, fenêtre à coussièges, colonnes, etc.) provenant de la destruction de l’ancienne bâtisse du XVe siècle, seront réutilisés pour construire, près de l’entrée, le "chenil". Quant à la maison dite "le Pavillon", elle n’existait pas encore. On n’en trouve pas la moindre trace avant le milieu du XVIIIe siècle.
Plusieurs documents viennent attester de donations faites par les seigneurs du Breuil à l'abbaye de La Ferté-sur-Grosne et des relations qui ont existé entre eux.
Les houillères de Montchanin exploitent du charbon sur la commune entre les années 1820 et 1912.

## Politique et administration

### Liste des maires
| Période                                  | Période                       | Identité          | Étiquette | Qualité |
| ---------------------------------------- | ----------------------------- | ----------------- | --------- | --- |
| Les données manquantes sont à compléter. |                               |                   |           | |
| 1984                                     | 1995                          | Raymond Bornet    | PS        | Artisan tapissier (centenaire en mars 2022) |
| 1995                                     | 2001                          | André Pantel      | PS        | |
| mars 2001                                | décembre 2012                 | Philippe Baumel   | PS        | Cadre du secteur public Député de la 3e circonscription de Saône-et-Loire (2012 → 2017) Conseiller régional de Bourgogne (2004 → 2012) Vice-président du conseil régional de Bourgogne (2004 → 2012) |
| décembre 2012                            | En cours (au 19 janvier 2021) | Chantal Cordelier | PS        | Fonctionnaire Réélue pour le mandat 2020-2026 |

### Jumelages
- Verucchio (Italie)[29].

## Population

### Démographie
L'évolution du nombre d'habitants est connue à travers les recensements de la population effectués dans la commune depuis 1793. Pour les communes de moins de 10 000 habitants, une enquête de recensement portant sur toute la population est réalisée tous les cinq ans, les populations de référence des années intermédiaires étant quant à elles estimées par interpolation ou extrapolation. Pour la commune, le premier recensement exhaustif entrant dans le cadre du nouveau dispositif a été réalisé en 2004.

En 2022, la commune comptait 3 508 habitants, en évolution de −2,31 % par rapport à 2016 (Saône-et-Loire : −1,06 %, France hors Mayotte : +2,11 %).
| 1793 | 1800 | 1806 | 1821 | 1831 | 1836 | 1841 | 1846 | 1851 |
| ---- | ---- | ---- | ---- | ---- | ---- | ---- | ---- | ---- |
| 598  | 535  | 612  | 565  | 576  | 720  | 768  | 794  | 819  |

| 1856 | 1861  | 1866 | 1872  | 1876  | 1881  | 1886  | 1891  | 1896  |
| ---- | ----- | ---- | ----- | ----- | ----- | ----- | ----- | ----- |
| 909  | 1 008 | 936  | 1 085 | 1 134 | 1 111 | 1 164 | 1 143 | 1 235 |

| 1901  | 1906  | 1911  | 1921  | 1926  | 1931  | 1936  | 1946  | 1954  |
| ----- | ----- | ----- | ----- | ----- | ----- | ----- | ----- | ----- |
| 1 247 | 1 345 | 1 631 | 2 167 | 2 100 | 2 345 | 2 350 | 2 415 | 2 241 |

| 1962  | 1968  | 1975  | 1982  | 1990  | 1999  | 2004  | 2006  | 2009  |
| ----- | ----- | ----- | ----- | ----- | ----- | ----- | ----- | ----- |
| 2 382 | 2 471 | 3 067 | 3 368 | 3 741 | 3 667 | 3 547 | 3 508 | 3 591 |

| 2014  | 2019  | 2022  | - | - | - | - | - | - |
| ----- | ----- | ----- | - | - | - | - | - | - |
| 3 560 | 3 538 | 3 508 | - | - | - | - | - | - |

### Manifestations culturelles et festivités
Le Breuil est célèbre en Saône-et-Loire grâce à sa fête annuelle de l'andouillette qui a lieu pendant un week-end de la fin du mois de juin. Elle mobilise tous les services municipaux durant au moins une semaine.
Appelée "Fête du Bourg", la fête du Breuil a lieu tous les ans fin juillet. Elle propose des repas champêtres en musique. C'est aussi l'occasion du tir annuel de feux d’artifice de la commune.
L'édition 2020 de ces deux événements est annulée pour cause de pandémie de COVID-19. L'édition 2021 le sera probablement également.

## Culture locale et patrimoine

### Lieux et monuments
- Le château du Breuil.
- L'église romane, placée sous le vocable de saint Étienne, fait partie des nombreuses petites églises rurales qui, dans la seconde moitié du XIIe siècle et au début du XIIIe siècle, furent édifiées dans l'ombre des grandes abbayes cisterciennes de Bourgogne et de Franche-Comté. Ces monuments simples, sans fioritures, sont l'œuvre des architectes qui ont édifié les grandes abbatiales et inventé la voûte à croisée d'ogives[36]. La chapelle du Saint-Esprit, fondée en 1488 par Guillaume Despreys, prêtre, date de la fin du XVe siècle ; construite sur le côté droit de l’église en haut de la nef, entre deux contreforts (qui pour l’occasion ont été abaissés), cette petite chapelle reste assez bien conservée (sur le côté droit, un autel consacré en pierre, du XVe, creusé d’une cuvette, a servi de fonts baptismaux)[37]. L'église du Breuil dispose de peintures murales découvertes seulement en 2013 : « En 2013, des peintures murales ont été découvertes dans l’église Saint-Étienne du Breuil lorsque le retable a été démonté. Une sacristie construite contre le chevet plat obstruait le triplet. Sa démolition a permis de rouvrir les trois baies. Les enduits intérieurs avaient été refaits dans les années 1970 mais ils venaient buter contre le retable qui n’avait pas été démonté à l’époque. Sa suppression au cours du dernier chantier a révélé la présence d’enduits anciens préservés avec toute la stratigraphie et les décors encore en place. »[38]
- L'étang de Montaubry, créé entre 1859 et 1861, qui constitue une retenue des eaux d'alimentation de la Dheune et alimente le canal du Centre pour son versant Méditerranée avec une vaste réserve de 4,35 millions de mètres cubes.